# Steatogenys duidae
Steatogenys duidae is een vissensoort uit de familie van de Amerikaanse mesalen (Hypopomidae). De wetenschappelijke naam van de soort is voor het eerst geldig gepubliceerd in 1929 door La Monte.